# Fotoboken om Sverige
Fotoboken om Sverige var ett fotoprojekt av Ola Möller, som sommaren 2008 samlade in hundratals ungas bild av Sverige som ett alternativ till en dominerande sverigebild med Ishotellet i Jukkasjärvi, röda stugor med vita knutar, midsommar i svensk skärgård, Ikea och Abba.
44 fotografer och 64 bilder valdes ut. Bilderna valdes utifrån de 1500 bilder som skickades in till projektet.
Utfallet av projektet blev en utställning och en bok översatt till sju språk. Boken finns tillgänglig gratis på nätet. Över 70 personer har varit involverade i projektet. Vilket senare resulterade i en utställning på Nattgalleri Marie Laveau i Stockholm. Och senare utställning på Skövde Kulturhus Samt Che Gallery and Bar, St Petersburg, Ryssland.  Under 2010-2011 har bilder från boken ställts i samarbete med Sveriges Ambassad i Buenos Aires. Utställningen har visats på Centro Cultural Recoleta i Buenos Aires samt i den av svenska migranter grundade staden Oberá i norra Argentina. Utställningen har namnet Mi Suecia (översatt: mitt Sverige) och innehåller även bilder från konstboken This Must Be The Place. 

## Fotnoter
1. ↑  E-bok, http://issuu.com/fotoboken/docs/bok
2. ↑  Se sweden.se
3. ↑  DN Kultur, 12 juni 2009, https://farm4.static.flickr.com/3120/2767673303_cc813561b3_o.jpg
4. ↑  DN Kultur 6 juli 2008, s. 2
5. ↑  SR Metropol NU, 7 juli 2008, Inslag, https://sverigesradio.se/sida/artikel.aspx?programid=2842&artikel=2179485
6. ↑  Kamera & Bild, http://www.kamerabild.se/nyheter/en-ny-bild-av-sverige
7. ↑  SR Metropol NU, 9 februari 2009, Inslag
8. ↑  Pressmeddelande från Ungdomsstyrelsen 4 juni 2009: Se här Arkiverad 26 augusti 2010 hämtat från the Wayback Machine.
9. ↑  SVT ABC, 5 juni 2009, Inslag
10. ↑  ”Fotoboken om Sverige”. Skövd kommun. Arkiverad från originalet den 24 maj 2012. https://archive.is/20120524225419/http://www.skovde.se/Kultur/Kulturhus/Mobila-Galleriet1/Tidigare-utstallningar/20101/Fotoboken-om-Sverige/. Läst 25 oktober 2020.
11. ↑  Pressmeddelande från Generalkonsulatet i St. Petersburg 29 oktober 2009. Se här Arkiverad 27 maj 2010 hämtat från the Wayback Machine.
12. ↑  Pressmeddelande från Ambassaden i Buenos Aires. Se här Arkiverad 12 augusti 2017 hämtat från the Wayback Machine.